# Francisco Castellón Sanabria

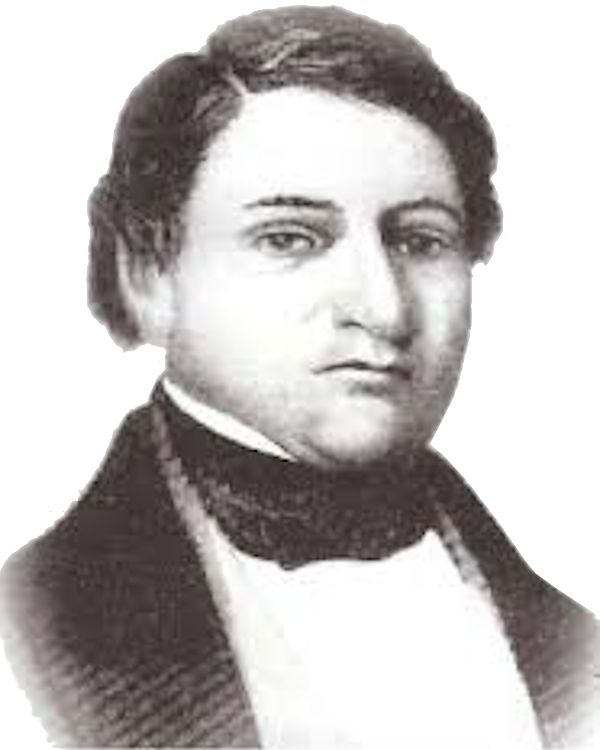
Francisco Castellón Sanabria

Francisco Castellón Sanabria (* 1815; † 8. September 1855) war Anwalt und von 1854 bis 1856 Director Supremo von Nicaragua.
Castellón war unter dem Director Supremo Patricio Rivas, Ministro General. Vom Director Supremo Pablo Buitrago wurde er 1841 aus diesem Amt entfernt und vom Supremo Director Manuel Perez 1843 wieder eingesetzt. 1844 war er Botschafter von Nicaragua in Großbritannien und später in Frankreich. Unter dem Supremo Director José Laureano Pineda (1851–1853) erhielt er wieder ein Ministeramt.
Im Mai 1854 leitete er zusammen mit General Máximo Jerez Tellería, den Aufstand des Partido Democrático (liberal), der sich gegen die Verlegung des Regierungssitzes von León nach Granada durch Fruto Chamorro Pérez richtete. Am 16. Juni 1854 verkündete er ein Dekret, das die Unterstützung der Regierung von Chamorro mit Sitz in Granada verbot. Im Oktober 1854 schloss Francisco Castellón Sanabria einen Contract mit dem US-Militärdienstleister Byron Cole, der die Lieferung von 200 Männern, welche im Juni 1855 von William Walker angeführt wurden, festlegte.
Nach der ersten Schlacht in Rivas am 29. Juni 1855, nahm William Walker den siebten Punkt des Contractes als Rechtsgrundlage, dass er als Nicaraguaner naturalisiert sei und ließ sich von seinen Waffenbrüdern zum Präsidenten von Nicaragua wählen. Die ersten militärischen Aktionen der Söldner scheiterten und am 8. September 1855 starb Francisco Castellón im Amt an Cholera. Sein Nachfolger als Director Supremo wurde der Licenciado Nazario Escoto<